# MC Eiht
MC Eiht, właściwie Aaron Tyler (ur. 22 maja 1971 w Compton) – amerykański raper. Członek grupy Compton’s Most Wanted. Użyczył głos Ryderowi w grze GTA San Andreas oraz zagrał postać A-Wax'a w filmie Zagrożenie dla społeczeństwa.

## Dyskografia

### Albumy solowe
- Last Man Standing (1997)
- Section 8 (1999)
- N' My Neighborhood (2000)
- Tha8t’z Gangsta (2001)
- Underground Hero (2002)
- Hood Arrest (2003)
- Veterans Day (2004)
- Affiliated (2006)
- Representin' (2007)
- Which Way iz West(inne języki) (2017)[2]
- Official (2020)
- Revolution in Progress (2022)

### Wspólne albumy

#### MC Eiht & Compton’s Most Wanted
- We Come Strapped (1994)
- Death Threatz (1996)
- Compton’s O.G. (2006)
- Music to drive-by (1992)

#### Spice 1 & MC Eiht
- The Pioneers (2004)
- Keep It Gangsta (2006)

#### Brotha Lynch Hung & MC Eiht
- The New Season (2006)

## Filmografia

### Filmy
| Rok  | Tytuł                                                                 | Rola     |
| ---- | --------------------------------------------------------------------- | -------- |
| 1993 | Zagrożenie dla społeczeństwa                                          | A-Wax    |
| 1996 | Reasons                                                               | MC Eiht  |
| 1999 | Thicker than Water                                                    | Lil' Ant |
| 2001 | 100 kilos                                                             | Pooh     |
| 2004 | The Introduction                                                      | Ryder    |
| 2006 | Who Made the Potatoe Salad?                                           | T-Bone   |
| 2008 | Bigg Snoop Dogg Presents: The Adventures of Tha Blue Carpet Treatment | MC Eiht  |
| 2013 | Streetwise x MC Eiht                                                  | MC Eiht  |

### Telewizja
| Rok  | Tytuł                          | Rola    | Noty      |
| ---- | ------------------------------ | ------- | --------- |
| 2016 | Legends of Chamberlain Heights | MC Eiht | 1 odcinek |

### Gry wideo
| Rok  | Tytuł                         | Rola  |
| ---- | ----------------------------- | ----- |
| 2004 | Grand Theft Auto: San Andreas | Ryder |